# 禄劝州
禄劝州，元朝时设置的州。
至元二十六年（1289年）置，治所在今云南省禄劝彝族苗族自治县屏山街道办。清朝乾隆三十五年（1770年），改为禄劝县,云龙夷人李亚泷任知县